# Bürgermeisterei Nusbaum
Die Bürgermeisterei Nusbaum war eine von ursprünglich 42 preußischen Bürgermeistereien, in die sich der 1816 neu gebildete Kreis Bitburg im Regierungsbezirk Trier verwaltungsmäßig gliederte. Von 1822 an gehörte der Regierungsbezirk Trier, damit auch die Bürgermeisterei Nusbaum, zu der in dem Jahr neu gebildeten Rheinprovinz. Der Verwaltung der Bürgermeisterei unterstanden drei Gemeinden. Der Verwaltungssitz war in der heutigen Ortsgemeinde Nusbaum im Eifelkreis Bitburg-Prüm in Rheinland-Pfalz.

## Gemeinden und zugehörige Ortschaften
Zur Bürgermeisterei Nusbaum gehörten folgende Gemeinden (Stand 1843):
- Freilingen (144 Einwohner; heute Ortsteil von Nusbaum) mit dem Weiler Kartoffelsdorf (Freilingerhöhe; 95)
- Hüttingen (92)
- Nusbaum (119) mit den Weilern Nusbaumerhöhe (7), Rohrbach (29), Silberberg (37) und Stockigt (58)

Insgesamt lebten im Bürgermeistereibezirk 681 Menschen in 88 Wohnhäusern. Alle Einwohner waren katholisch. Es gab eine Kirche, zwei Kapellen und eine Schule (Stand 1843).

## Geschichte
Alle Ortschaften im Verwaltungsbezirk der Bürgermeisterei gehörten vor 1794 zur Grafschaft Vianden im Herzogtum Luxemburg (Quartier Vianden). Nusbaum war Hauptort einer Meierei. Im Jahr 1794 hatten französische Revolutionstruppen die Österreichischen Niederlande, zu denen das Herzogtum Luxemburg gehörte, besetzt und im Oktober 1795 annektiert. Unter der französischen Verwaltung gehörte das Gebiet zum Kanton Vianden, der verwaltungsmäßig zum Arrondissement Diekirch im Departement Wälder gehörte.
Aufgrund der Beschlüsse auf dem Wiener Kongress wurde 1815 das vormals luxemburgische Gebiet östlich der Sauer und der Our dem Königreich Preußen zugeordnet. Unter der preußischen Verwaltung wurden im Jahr 1816 Regierungsbezirke und Kreise neu gebildet, linksrheinisch wurden in der Regel die Verwaltungsbezirke der französischen Mairies vorerst beibehalten. Die Bürgermeisterei Nusbaum entsprach insoweit der vorherigen Mairie Nusbaum. Die Bürgermeisterei Nusbaum bestand bis 1914 und ging in der Bürgermeisterei Körperich auf.
Alle Ortschaften gehören heute verwaltungsmäßig zur Verbandsgemeinde Südeifel im Eifelkreis Bitburg-Prüm in Rheinland-Pfalz.